# Plasan
Plasan (en hebreo: פלסן‎ (anteriormente Plasan Sasa) es una empresa con sede en Eretz Israel especializada en ofrecer soluciones de blindaje para vehículos, en todos los escenarios operacionales (en tierra, mar y aire), el diseño, desarrollo y fabricación de vehículos protegidos, y más recientemente, de robots militares.
La compañía afirma que ha diseñado más de 420 vehículos blindados y que ha entregado más de 40 000 soluciones de blindaje en todo el mundo, con más de 25 000 vehículos equipados con blindaje Plasan entregados a las Fuerzas Armadas de los Estados Unidos. La empresa tiene filiales en Francia (AMEFO) y Estados Unidos, la mayor de ellas, Plasan North America (PNA), fue fundada en 2006 como Plasan USA. Tortech Nano Fibres es una empresa conjunta fundada en 2010 entre Plasan y Q-Flo Ltd. del Reino Unido.

## Historia
Plasan Sasa fue establecido en 1985. El kibutz Sasa tomó la decisión de alejarse de la agricultura como medio de ingresos y avanzó hacia una base industrial con la compra de tecnología para producir contenedores de plástico de Now Plastics, una empresa estadounidense. La tecnología adquirida hizo posible la creación de materiales compuestos, y a principios de 1987, la empresa se centraba en la producción de protección personal, predominantemente la de paneles de protección balística que se encuentran en los chalecos protectores.
Para crecer, la empresa se expandió hacia la producción de paneles protectores más grandes para vehículos terrestres utilizados por las Fuerzas de Defensa de Israel (FDI). Este proceso empezó en 1993, con la entrega de paneles protectores para el vehículo M-462 "Abir", el M-151, el Jeep CJ-8 y más posteriormente, el AIL Storm "Sufa".
En 1997, Plasan comenzó a blindar la flota de vehículos Humvee de fabricación estadounidense de las FDI.
La expansión continuó a finales de los años 90 del siglo XX, y además de abrir un departamento de prototipos, la empresa comenzó a ensamblar internamente sus soluciones de blindaje, actividad que anteriormente había sido externalizada. En 1996 se realizaron las primeras ventas de exportación: Plasan suministró soluciones de protección a la empresa alemana Krauss-Maffei Wegmann GmbH, estos equipos, fueron instalados en camiones del Ejército Alemán en Yugoslavia.
La exposición al conflicto de Yugoslavia inició el desarrollo de un concepto de protección contra las explosiones de minas terrestres por parte de Plasan.
Plasan logró entrar en el mercado estadounidense a fines de la década de 1990 del siglo XX, con una solución de protección para las variantes de ambulancia de Humvee suministrada al fabricante estadounidense AM General.
Plasan proporcionó sus primeras soluciones para plataformas aéreas en 1998, suministrando blindaje a la Fuerza Aérea de la República de Singapur para sus aviones Lockheed C-130 Hercules y helicópteros Airbus Helicopters H215. 
El siguiente paso significativo en el crecimiento de la empresa se produjo a principios de la década de 2000. La empresa estatal griega ELVO ensambló vehículos Humvee en Grecia como socio de AM General. Con su primer diseño de carrocería de vehículo completo, Plasan envió kits de protección a Grecia para su montaje sin soldadura en la línea de la empresa automotriz ELVO y su posterior montaje en chasis suministrados por AM General.
Sin embargo, serían los conflictos de Irak y Afganistán los que tendrían el mayor impacto en el desarrollo de la empresa. En un solo año (2005), la facturación de la empresa se triplicó, pasando de 45 millones de dólares estadounidenses a 150 millones de libras esterlinas.
Después del desarrollo de una cabina blindada para el camión militar y vehículo táctico mediano de la empresa Oshkosh Corporation para el ministerio de Defensa del Reino Unido, el Cuerpo de Marines de los Estados Unidos (USMC) ordenó entre 2005 y 2010, 7000 equipos de cabina blindada y 2300 carrocerías blindadas, para su flota de transportes de tropas Oshkosh MTVR.
El próximo desarrollo significativo para Plasan fue la asociación con Navistar Defense para el desarrollo del Vehículo Protegido Resistente a las Minas y las Emboscadas (MRAP) del Departamento de Defensa de los Estados Unidos. (USDD). El International MaxxPro, fue la propuesta de Navistar y Plasan, se diferenciaba de la mayoría de los diseños de la competencia en que no estaba construido alrededor de un casco monocasco soldado totalmente de acero convencional, sino que Plasan lo denominó como el concepto de casco equipado.
El concepto de casco equipado, que se había producido previamente en pequeñas cantidades y fue el punto de partida para el desarrollo del vehículo Plasan Sand Cat, según afirma la empresa, permite una producción más rápida del producto.
El concepto del casco equipado, implica atornillar y unir el acero, los materiales compuestos y otros paneles a un chasis ya existente. En total, se fabricaron alrededor de 9000 MaxxPro entre 2007 y 2011.
En colaboración con Navistar, Plasan también desarrollaría el MXT para las Fuerzas Armadas del Reino Unido.
En el apogeo de la producción del MaxxPro, Plasan también participó activamente en la primera etapa del programa Joint Light Tactical Vehicle (JLTV) de los Estados Unidos. En colaboración con Oshkosh Corporation y Northrop Grumann, la licitación no tuvo éxito, pero el diseño del casco del JLTV fue revisado, y en 2009, la firma Oshkosh Corporation obtendría el contrato del MRAP y vehículo todoterreno Oshkosh M-ATV. En total, se entregaron 8722 vehículos Oshkosh M-ATV a las Fuerzas Armadas de los Estados Unidos, y en el pico de la producción, Plasan producía más de 1000 cascos equipados cada mes.
La planta estadounidense de Plasan se inauguró en 2006 y desde 2008 produjo grandes cantidades de piezas para pedidos de MTVR, MaxxPro y M-ATV, con una producción máxima de 250 kits M-ATV al mes.
El programa JLTV propiamente dicho no concluiría hasta la adjudicación del contrato en 2015 a la Corporación Oshkosh. Para el JLTV original, Plasan fue socio de diseño de Oshkosh, y para el siguiente contrato del programa JLTV que se adjudicó a  la firma AM General en 2023, en virtud de un acuerdo de $300 millones de dólares USA, Plasan North America suministró componentes de cabina para el programa JLTV hasta 20 683 unidades.
Un poco más pequeño y ligero que el JLTV es el vehículo australiano Hawkei, producido por la firma Thales Group. El vehículo Hawkei, fue seleccionado en 2010, para cumplir con un requerimiento del Ejército australiano. Fueron pedidos alrededor de 1100 vehículos Hawkei, la solución de protección del casco del Hawkei, fue diseñada y fabricada por Plasan.
Desde 2010, Plasan ha trabajado con la firma General Dynamics en la familia del MOWAG Piranha y sus derivados General Motors LAV y Stryker, mejorando la protección del vehículo, la resistencia a los proyectiles cinéticos y los RPG, añadiendo revestimientos antifragmentación y asientos que absorben la energía del impacto.
En 2012, la compañía hizo su primera incursión en la sección naval al participar en una licitación iniciada por BAE Systems del Reino Unido para lo que se convertiría en la Fragata Tipo 26.
En 2018, Plasan inició una cooperación con Hanwha de Corea del Sur que incluye soluciones de protección para el vehículo de combate de infantería K-21 VCI y su torreta fue suministrada por la firma Elbit Systems y el cañón autopropulsado Huntsman AS9 de 155 mm (SPG).
En 2021, la empresa presentó el vehículo eléctrico modular ATEMM-T, una solución robótica autónoma.
En 2022, la compañía anunció la retirada de Daniel Ziv. Daniel Ziv fue un directivo que se unió a la empresa en 1985, y en 1987 fue nombrado director ejecutivo (CEO) a tiempo completo, cargo que ocuparía hasta su jubilación.
En 2023, la empresa entregó los primeros ejemplares de la última y actual versión del vehículo blindado de alta movilidad Plasan Sand Cat. El Sand Cat es un vehículo ligero y protegido, basado en el chasis y la carrocería de una camioneta pickup Ford F550, acoplado a una solución de casco equipado de Plasan. La iteración actual del producto es conocida como: "Sand Cat Tigris".

## Áreas de negocio y productos principales
De ser una empresa que inicialmente se centró en la producción de protección personal, Plasan evolucionó rápidamente para ofrecer paquetes de protección para vehículos ligeros, luego al diseño de vehículos protegidos, y en 1998 y 2010 se expandió desde el entorno terrestre para abarcar los entornos aéreo y marítimo, respectivamente. Más recientemente, la expansión y diversificación ha continuado hacia el campo de la robótica de maniobra.

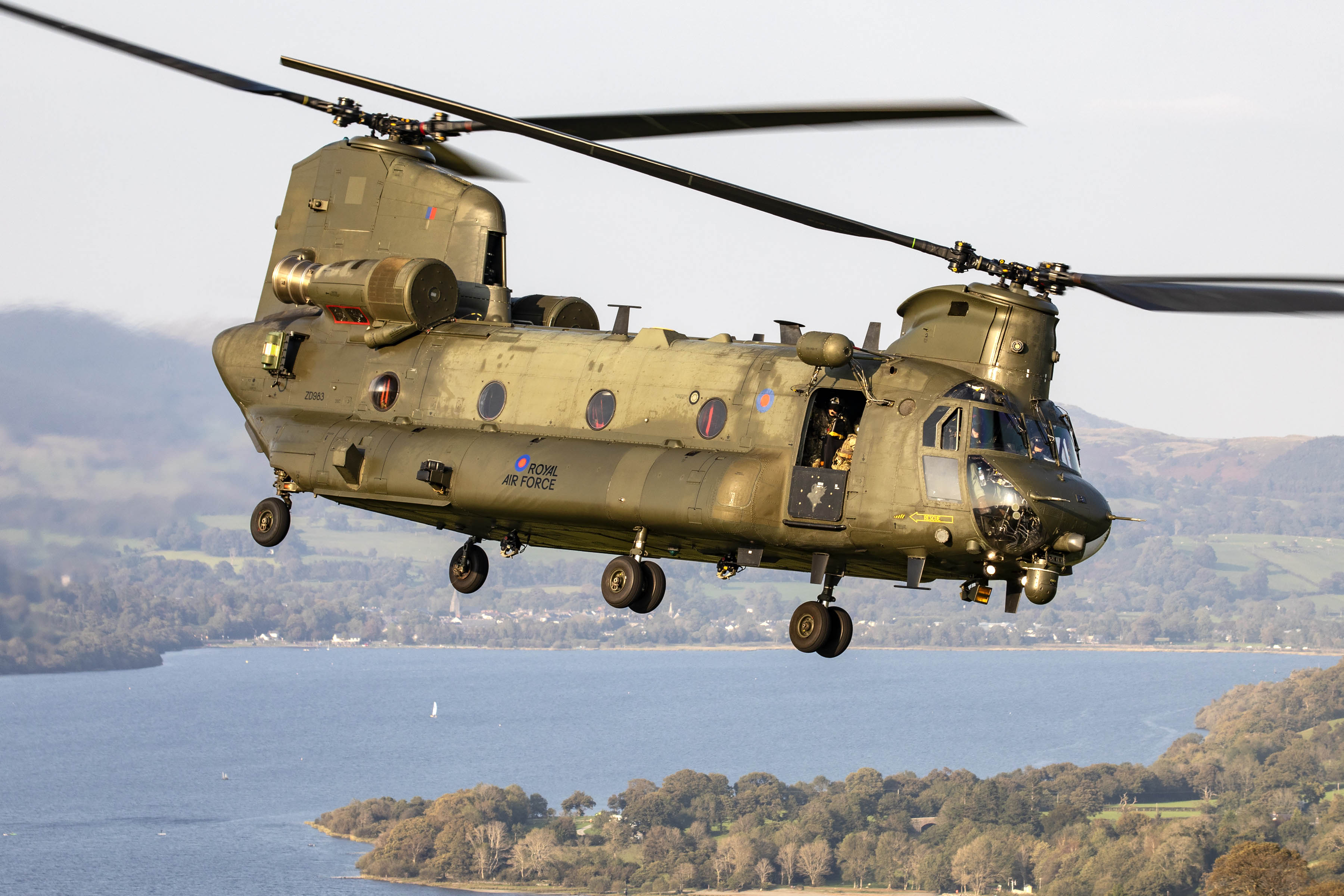
Plasan ha proporcionado blindaje a una selección de usuarios de Chinook, incluida la Real Fuerza Aérea.

Soluciones de supervivencia para vehículos terrestres: Plasan ofrece un conjunto completo de soluciones de supervivencia y protección para el entorno terrestre.La empresa ofrece protección balística desde el nivel 1 hasta el nivel 6 STANAG 4569. También ofrece protección contra explosiones de minas terrestres y artefactos explosivos improvisados (IED), incluidas amenazas de penetradores formados explosivamente (EFP) debajo del casco hasta el nivel 4 de protección STANAG. Para protección contra ataques con granadas propulsadas por cohetes, Plasan ofrece Hybrid Slat Fence (HSF), una armadura tipo barra que está construida de un híbrido de compuesto y metal, y tiene alrededor del 20% del peso de una solución de acero tradicional, con un peso de alrededor de 10 kg/m2. Para la protección interna se ofrecen revestimientos anti-astillado, que pesan entre 10 y 20 kg/m2 y tienen un espesor de entre 10 y 20 mm.
Plasan ofrece asientos con atenuación de explosiones, estos asientos llevan la marca "Terra", con más de 20 000 ejemplares entregados en todo el Mundo. Los asientos con atenuación de explosiones, generalmente se utilizan junto con almohadillas para los pies, para la absorción de las explosiones en la parte inferior del vehículo.
Soluciones de supervivencia para vehículos aéreos: Plasan ha proporcionado soluciones de protección para vehículos aéreos desde 1998. Estas incluyen soluciones para los Lockheed C-130 Hercules y Airbus Helicopters H215 Super Puma para Singapur, los Sikorsky UH-60 Black Hawk para las Fuerzas de Defensa de Israel y Japón, el Mil Mi-17 y el Alouette para Nepal, el Boeing CH-47 Chinook para el Reino Unido, los Países Bajos, España y Japón, y el CM235 y el KA-32C para la Fuerza Aérea de Corea del Sur.
Soluciones de supervivencia para vehículos navales: En 2012, Plasan participó en una licitación de blindaje de buques convocada por BAE Systems en el Reino Unido. Plasan fue seleccionado para suministrar blindaje compuesto para el primer lote de fragatas Tipo 26 de la Marina Real británica, la clase City. En 2018, Australia seleccionó una fragata Tipo 26 modificada como la Clase Hunter, y en 2019 Canadá realizó un pedido de hasta 19 barcos basados en el Tipo 26. Plasan suministrará el blindaje compuesto para los buques australianos y canadienses.
Robótica de maniobra - Módulo de misión eléctrica todoterreno (ATeMM): En 2021 y en una derivación de las soluciones de protección hacia la robótica, Plasan presentó el Módulo de misión eléctrica todoterreno (ATeMM). Un solo módulo ATeMM tiene un solo eje, equipado con suspensión neumática y capacidad de dirección, un peso en vacío de 1600 kg y una carga útil de 1150 kg. Las dimensiones son 1,8 mx 1,9 m (largo x ancho) y la altura hasta la plataforma de carga es de 1,2 m. El ATeMM funciona con una batería. El módulo se conecta a un vehículo convencional mediante un acoplamiento rígido de triple gancho de remolque que tiene una rotación limitada en el eje de cabeceo y balanceo, y está fijado con el eje de guiñada. Mientras está conectado, el módulo puede impulsar o utilizar el impulso para recargar las baterías de a bordo.
Se pueden acoplar entre sí dos, tres o incluso cuatro módulos, lo que da como resultado una plataforma con capacidad para un funcionamiento totalmente autónomo. A partir de 2024, los vehículos ATeMM de preproducción se están probando en Israel y en Estados Unidos.
SandCat Tigris: El Tigris es la versión actual del SandCat, y esta es una configuración específica de las FDI. Las primeras entregas se realizaron en 2023. Los primeros ejemplares de la gama SandCat se entregaron durante 2008, y el vehículo se encuentra ahora en su cuarta generación. Se han entregado más de 1000 SandCats y derivados del SandCat a más de 15 países usuarios. El SandCat combina esencialmente una carrocería conceptual de casco equipado diseñada por Plasan con un chasis y automóviles Ford F-550, estos últimos mejorados y modificados por Plasan.
A la gama SandCat de cuarta generación, Plasan añadió el M-LPV. El M-LPV conserva las dimensiones generales del SandCat, pero cuenta con un casco monocasco sin chasis con protección contra explosiones de minas.
Storm Rider: El Storm Rider se introdujo en 2021. El Storm Rider conserva muchos de los componentes del Ford F-550 y los paneles de carrocería Plasan utilizados en el SandCat de cuarta generación, pero en general es un diseño más grande y pesado (11 500 kg) que cuenta con tracción total permanente y una configuración de suspensión completamente independiente.
EX11: El EX11, se comercializó brevemente como MKT, y se presentó en 2022. El EX11 está basado en el chasis de una camioneta pickup Ford F-550, pero el diseño no se ha comercializado como un miembro de la familia SandCat por Plasan.

## Premios y reconocimiento
En mayo de 2017, Plasan Sasa y su director ejecutivo, Dani Ziv, recibieron el premio Red Ball Express de la Asociación Industrial de Defensa Nacional (AIDN) fueron la primera organización no estadounidense en conseguir dicho premio. La empresa fue reconocida por la División de Vehículos Tácticos con Ruedas de la AIDN.

## Otros productos, actividades, filiales y empresas conjuntas
Laboratorio balístico: En sus instalaciones del norte de Israel, Plasan cuenta con un amplio laboratorio balístico. En 1989 se creó un laboratorio, que fue renovado y ampliado en 2009 y que ahora ocupa 1000 m² con dos túneles de tiro interiores donde se pueden probar municiones de entre 5.56 y 30 mm. El laboratorio ha realizado más de 42 000 pruebas balísticas.

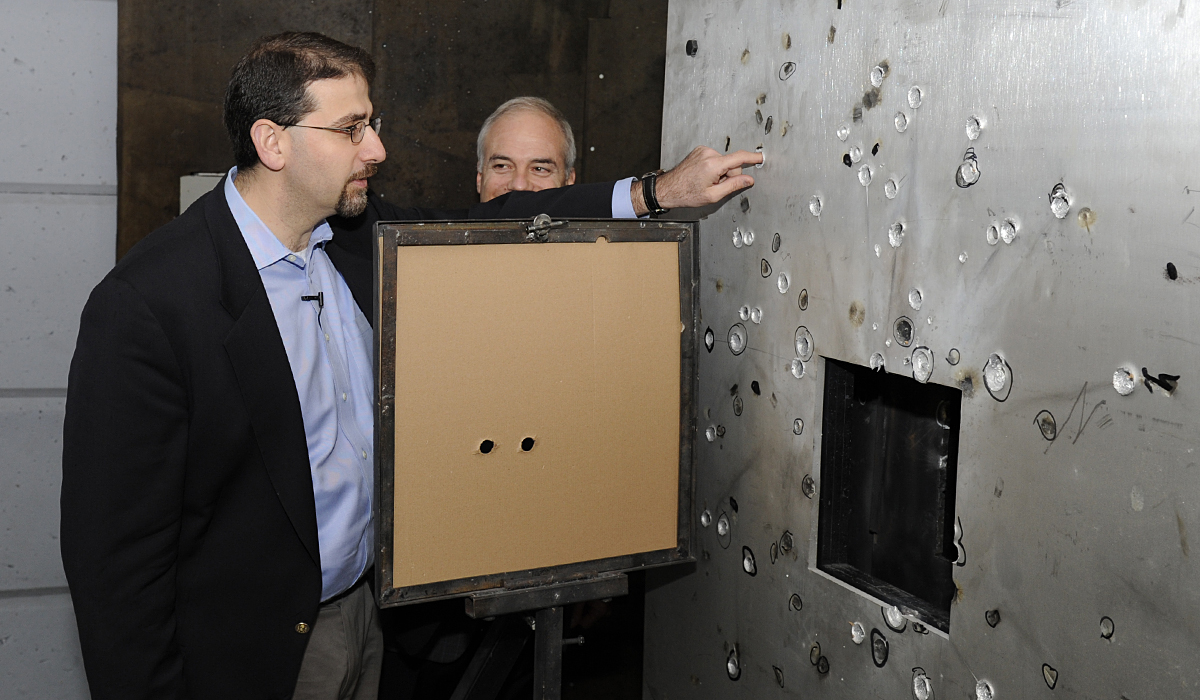
Plasan cuenta con un amplio laboratorio balístico, establecido por primera vez en 1989.

Plasan North America (PNA): Plasan North America (PNA) se estableció en 2006 como Plasan USA y mediante la adquisición de la división Automotriz de Vermont Composites, una planta de fabricación de compuestos automotrices. En 2008, Plasan USA se dividió en dos empresas independientes, Plasan Carbon Composites (PCC), que fabricaba piezas compuestas no blindadas para la industria automotriz, incluidas piezas de fibra de carbono para el Chevrolet Corvette, y Plasan North America (PNA), que se centraba en la protección. En 2012, PNA adquirió KaZaK Composites.
En 2022, Plasan Carbon Composites dejó de operar y sus antiguas instalaciones ahora están ocupadas por Plasan North America.
AMEFO: En 2007, Plasan adquirió AMEFO, con sede en Francia, un fabricante de cascos de acero de alta dureza y equipos metálicos para las industrias automotriz y de defensa. En la actualidad, AMEFO emplea a unas 50 personas.
TorTech Nano Fibers Ltd: En 2010, Plasan fundó TorTech Nano Fibers Ltd como una empresa conjunta con UK Q-Flo Ltd. para la producción de fibra de nanotubos de carbono para la mejora del blindaje corporal y los sistemas de blindaje compuesto para vehículos.
Hyrax: El Hyrax está basado en el chasis y la carrocería del Mercedes-Benz Clase G. Actualmente se está diseñando un Hyrax de segunda generación, basado en el último chasis militar G-Chasis.
Stinger: El vehículo de combate ligero Stinger es un casco equipado Plasan que se adapta directamente a un chasis de AM General Humvee. El concepto Stinger se presentó en 2021 como demostrador de tecnología.
Wilder: Plasan presentó el Wilder en 2022. Descrito por la compañía como el primer vehículo blindado ultraligero, el concepto de diseño era proporcionar la movilidad de un diseño ligero tipo buggy todoterreno, pero con la protección y la capacidad de carga útil de un vehículo blindado ligero. Wilder fue un diseño conceptual para demostrar las tecnologías y capacidades de Plasan.
Guarder: El Guarder es un transporte de tropas protegido que puede transportar hasta 24 tropas completamente equipadas. Ofrece una protección STANAG de nivel 3. El Guarder está construido sobre el chasis de un camión MAN SE 4x4 y pesa 22 toneladas. Se suministraron seis ejemplares a la Policía de São Paulo, para su uso en los Juegos Olímpicos de Río de 2016.

## Productos
La siguiente es una lista ampliada de vehículos con soluciones de protección y supervivencia diseñados y fabricados por Plasan. No se considera un informe completo y sólo incluye vehículos sobre los que se ha informado de manera fiable sobre la participación de Plasan.
La lista incluye breves detalles sobre el tipo, la protección y cualquier otra información relevante. Cualquier imagen relevante utilizada en la galería seguirá el orden de aparición aquí en productos.
- AM General Humvee (Israel y USA): Plasan proporcionó por primera vez placas de blindaje protector para los vehículos HMMWV (Humvee) de las FDI en 1997, y a partir de 1998, proporcionó blindaje para la ambulancia Humvee de AM General.
- AM General HMMWV (Grecia; M1114GR y M1118GR): Los M1114GR y M1118GR griegos suministrados a principios de la década de 2000 fueron el primer diseño de carrocería completa de Plasan.
- AM General HMMWV (Portugal): Un diseño blindado HMMWV para Portugal fue entregado alrededor de 2006.
- ATMOS 2000: Plasan proporciona la cabina blindada para el ATMOS (sistema de obús autónomo montado en camión) fabricado por la corporación israelí Soltam Systems.
- Vehículo táctico de combate: El vehículo táctico de combate y demostrador de tecnología, fue un vehículo de prueba construido por el centro de pruebas automotrices de Nevada, como parte del esfuerzo de desarrollo del vehículo táctico ligero conjunto bajo contrato para la oficina de investigación naval.
- DAF Tropco: Entre 2006 y 2010, Plasan desarrolló y entregó un equipo de protección para las unidades de transporte de tanques DAF de las Fuerzas Armadas de los Países Bajos.
- Eitan AFV: Plasan suministra soluciones de protección, asientos con absorción de energía y protección contra RPGs para el Eitan AFV, el vehículo fue desarrollado por el departamento de vehículos blindados de las FDI, para reemplazar al transporte blindado de personal M113, utilizado por las Fuerzas de Defensa de Israel (FDI). La producción en serie comenzó en 2022.
- Emirate Defense Technology (EDT) Enigma: Plasan suministró la solución de energía cinética y los asientos de absorción de energía para el Enigma, que no entró en producción.
- Sistema de camiones tácticos del futuro : El Sistema de camiones tácticos del futuro, fue un programa de las Fuerzas Armadas de los Estados Unidos para el cual se elaboró el documento de requisitos operacionales durante 2003. El FTTS era una familia modular propuesta de dos vehículos que iba a reemplazar a los HMMWV, FMTV, HEMTT, PLS (en ciertos niveles) y todas las series restantes M35, M809 y M939 de camiones de 2.5 y 5 toneladas. El FTTS-UV (vehículo utilitario) debía reemplazar al HMMWV, mientras que el FTTS-MSV (vehículo de mantenimiento de maniobras) debía reemplazar a todos los demás tipos. En 2006, el trabajo sobre FTTS estaba estancado y los esfuerzos de la Demostración de Tecnología de Concepto Avanzado (ACTD) FTTS-MSV/UV (con aportes de otros esfuerzos) se utilizaron para definir los requisitos para los futuros camiones del Ejército de los Estados Unidos.
- Serie Freightliner M-900: Plasan proporcionó blindaje para varios elementos de la serie M900 de camiones de transporte de línea.
- VBTP-MR Guarani: Plasan blindó el GPK EB01 (equipo de protección del artillero).
- General Dynamics European Land Systems (GDELS) Piranha 4 : Plasan suministra soluciones de energía cinética, revestimientos antifragmentación y protección RPG para el Piranha 4. Suiza es el único usuario confirmado del Piranha 4. Los primeros ejemplares se encargaron en 2016 y está previsto que las entregas se prolonguen hasta 2025.[33]
- General Dynamics European Land Systems (GDELS) Piranha 5: Plasan suministra soluciones de energía cinética, soluciones de protección y asientos con absorción de energía, protección RPG y revestimientos antifragmentación para el Piranha 5. El Piranha 5 entró en servicio en 2015 y es utilizado por Dinamarca, Mónaco, España (como VCR Dragon) y Rumania.[34]
- General Dynamics Land Systems - Canadá (GDLS-C): Plasan suministra varias soluciones de supervivencia para LAV5, LAV6 y ACSV.
- General Dynamics Ajax: Plasan suministra soluciones de energía cinética para el Ajax, cuyas entregas al Ejército Británico están en curso y cuya conclusión está prevista para 2026.
- Hanwha Aerospace AS9 Huntsman: Plasan suministra soluciones de energía cinética, soluciones de protección y asientos con absorción de energía, protección RPG y revestimientos antiastillas para el AS9, la variante australiana del K-9 Thunder.[35]
- Hanwha Aerospace K-21 VCI Redback: Plasan suministra soluciones de energía cinética, soluciones de protección y asientos con absorción de energía, protección RPG y revestimientos antifragmentación para el Redback, la variante australiana del K21 IFV.[36]
- MaxxPro internacional: En total se produjeron alrededor de 9000 MaxxPro entre 2007 y 2011. El Maxxpro modificado por Plasan usa un casco equipado, con dicho casco, no es necesario soldar los componentes, sino que basta con atornillar y unir las planchas de acero, los componentes y las placas de blindaje al chasis del vehículo.
- MXT-MV internacional : como el Husky, el MXT-MV fue suministrado al Ejército británico para su uso en Afganistán.
- Vehículo táctico ligero conjunto JLTV de Oshkosh Corporation: Oshkosh ha fabricado más de 18 500 unidades de JLTV hasta 2024.
- Vehículo táctico ligero conjunto JLTV; producción de AM General: El siguiente premio JLTV se otorgó a AM General. En virtud de un acuerdo de 300 millones de dólares, Plasan North America suministrará componentes de cabina para hasta 20 683 JLTV.
- Lockheed Martin AVA-1: Sólo en desarrollo.
- Mack Trucks Granite: El camión volquete M917A3 del Ejército de USA está basado en un chasis Mack Granite.
- Mahindra & Mahindra Limited Rakshak: Rakshak es un vehículo ligero y protegido construido sobre un chasis Mahindra.
- Reemplazo de vehículo táctico mediano: Después del desarrollo de una cabina blindada para el avión cisterna con ruedas frontal MTVR del Ministerio de Defensa del Reino Unido, los Marines de USA entre 2005 y 2010 ordenaron 7000 equipos de blindaje de cabina y 2300 carrocerías blindadas de transporte de tropas para su flota de MTVR.
- GIAT/Nexter VBCI 2: Plasan ha suministrado protección RPG para el VBCI 2, que se encuentra en una fase de prototipo.
- Oshkosh M-ATV: El diseño del casco del kit JLTV de Oshkosh Corporation, Northrop-Grumman y Plasan que fracasó en el concurso del JLTV fue revisado y Oshkosh recibió en 2009 el contrato M-ATV (MRAP-Vehículo todoterreno). En total, se entregaron 8722 M-ATV a las fuerzas armadas de USA, y en el pico de producción, Plasan producía más de 1000 cascos equipados cada mes.
- Reemplazo del sistema de vehículos logísticos Oshkosh (LVSR): Plasan proporcionó la solución de protección para el LVSR de Oshkosh, de los cuales casi 700 fueron entregados a los Marines de USA.
- Camión táctico de movilidad expandida pesada Oshkosh (HEMTT): Plasan proporcionó la solución de protección para el Oshkosh HEMTT A4, el HEMTT de producción actual.
- Plasan Sand Cat: Los primeros ejemplares de la gama SandCat se entregaron durante 2008 y el vehículo se encuentra ahora en su cuarta generación. Se han entregado más de 1000 SandCats y sus derivados a más de 15 países usuarios. El SandCat combina esencialmente una carrocería conceptual con el casco equipado, diseñada por Plasan con el chasis de la camioneta Ford F-550, blindadas y modificadas por Plasan.
- Plasan Guarder: Un gran camión de transporte de tropas protegido suministrado a la Policía de Brasil.
- Souvim 2: Plasan suministra protección RPG para el vehículo de limpieza de minas Souvim 2 del Ejército francés, basado en el vehículo Husky VMMD sudafricano.
- TATRA: Plasan produce cabinas blindadas para la gama de camiones tácticos T815-7 de TATRA.
- Thales Hawkei: Hawkei fue seleccionado en 2010 para cumplir con un requisito del Ejército australiano. Se han pedido alrededor de 1100 Hawkei, la solución de protección de casco equipado de Hawkei diseñada y fabricada por Plasan. Plasan también está involucrado en el Thales Bushmaster, aunque se desconocen detalles específicos.[37]
- Vehículo de combate de maniobra Tipo 16: Plasan suministra soluciones de energía cinética para el vehículo blindado de combate Tipo 16, un vehículo blindado equipado con una torreta y ruedas, fabricado para la Fuerza Terrestre de Autodefensa de Japón por la corporación japonesa Industrias Pesadas Mitsubishi.

## Galería de imágenes

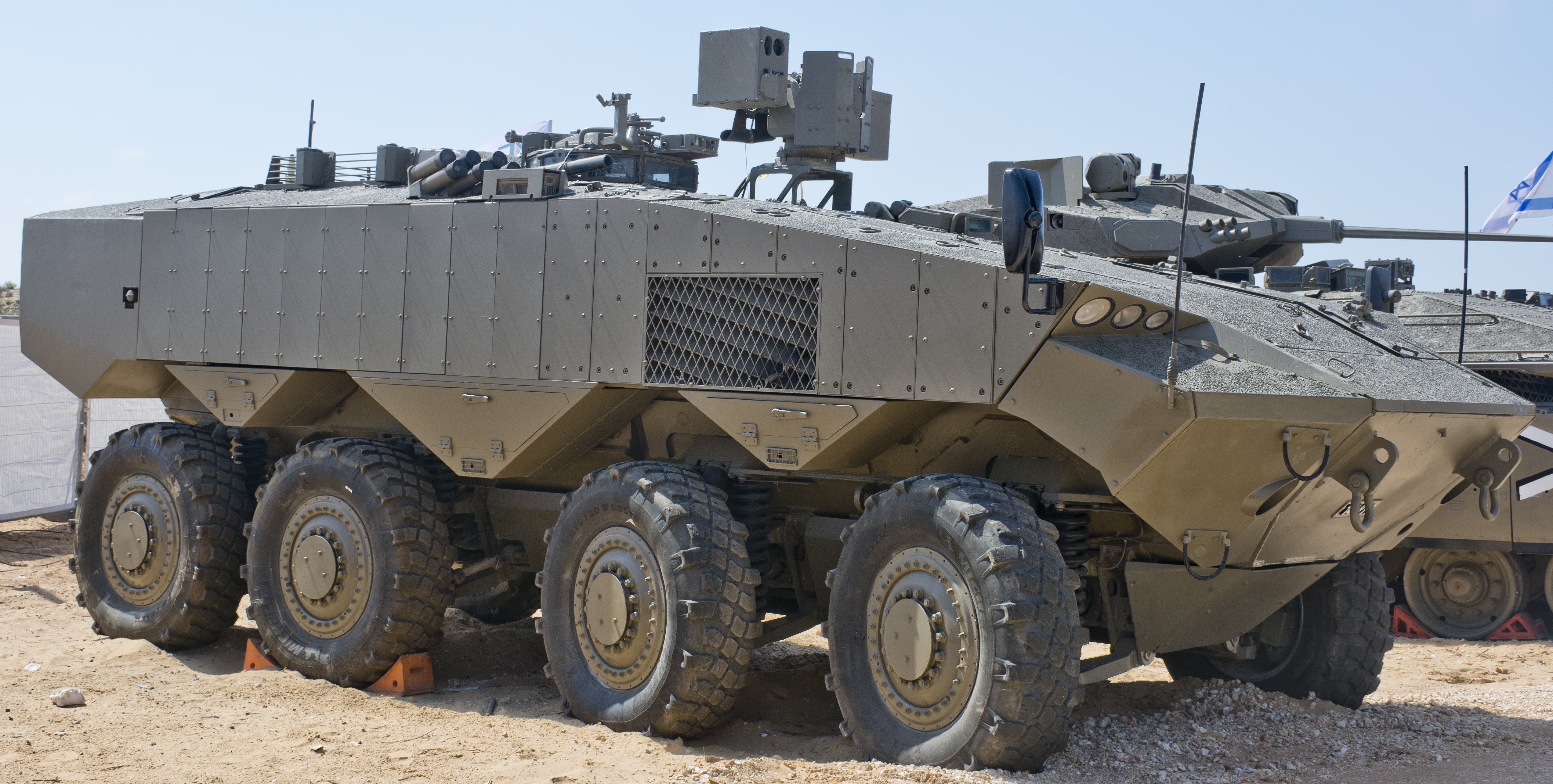
Eitan AFV en servicio con las FDI.
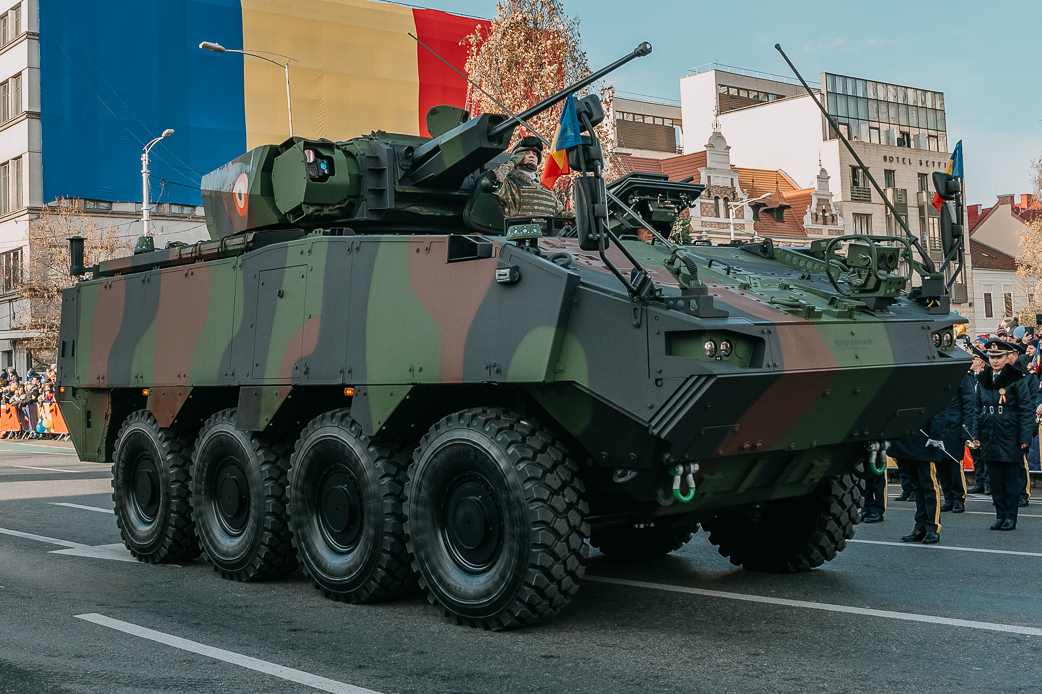
Piranha V rumano con torreta de la firma israelí Elbit Systems.
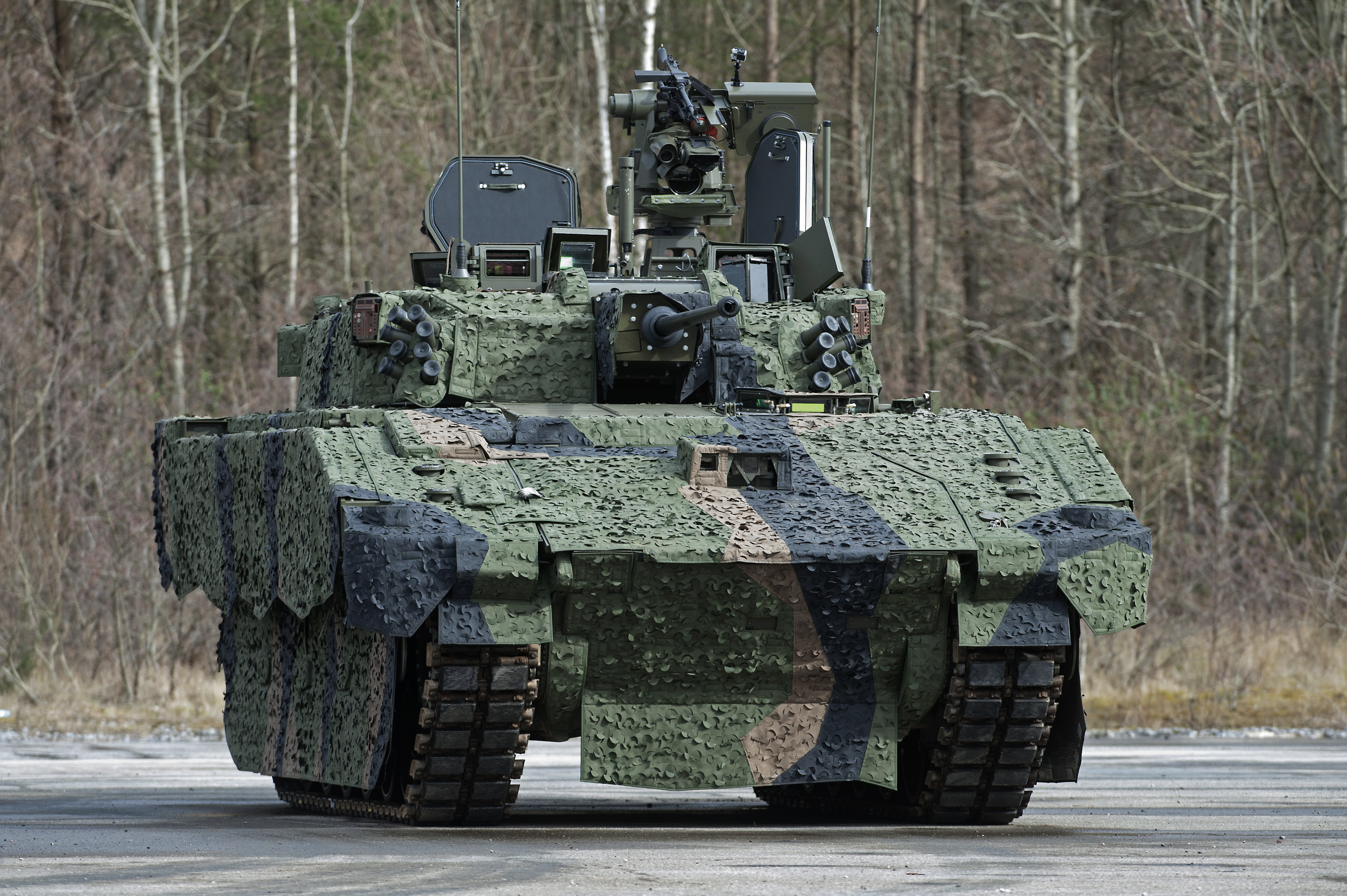
El Ajax es un vehículo blindado de combate desarrollado para el Ejército Británico.
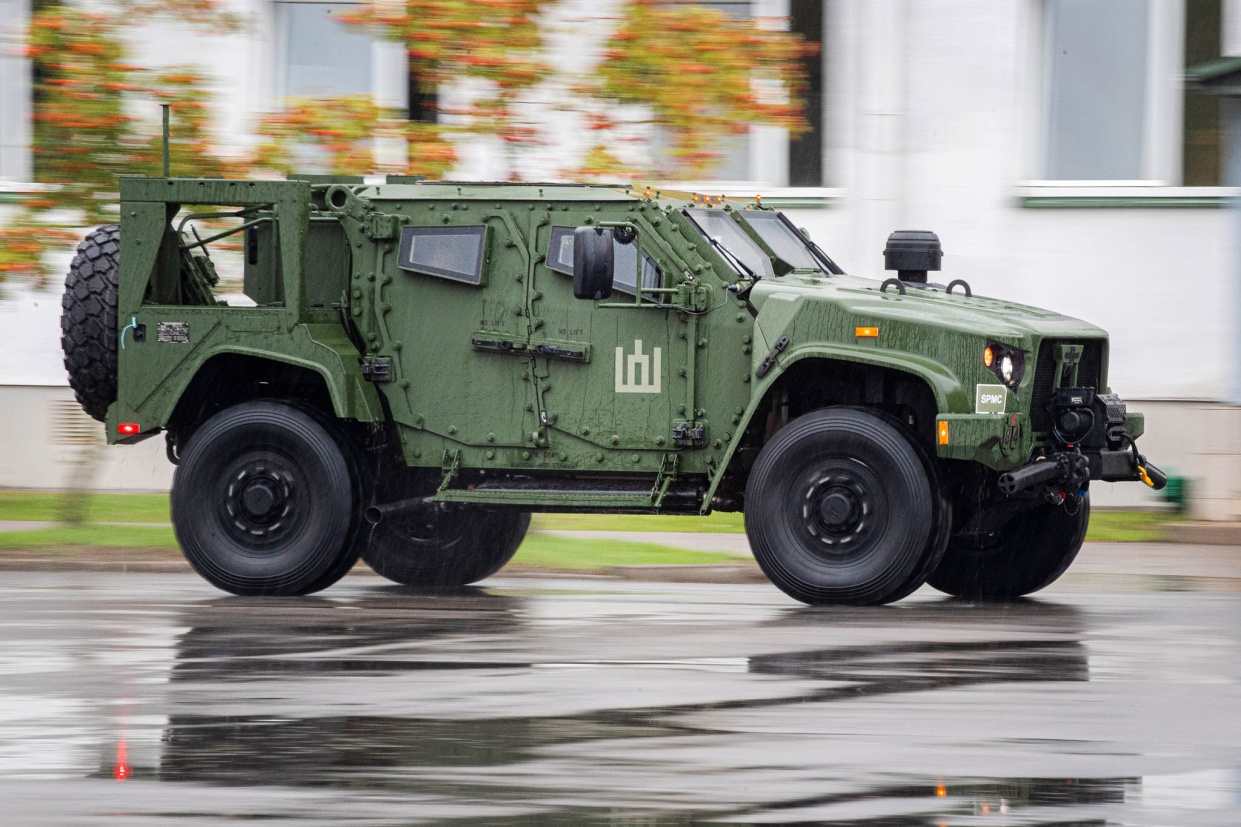
Plasan suministró componentes para los JLTV de Oshkosh Corporation, y por un acuerdo de 300 millones de dólares, suministrará componentes de cabina para hasta 20 683 vehículos JLTV producidos por AM General.
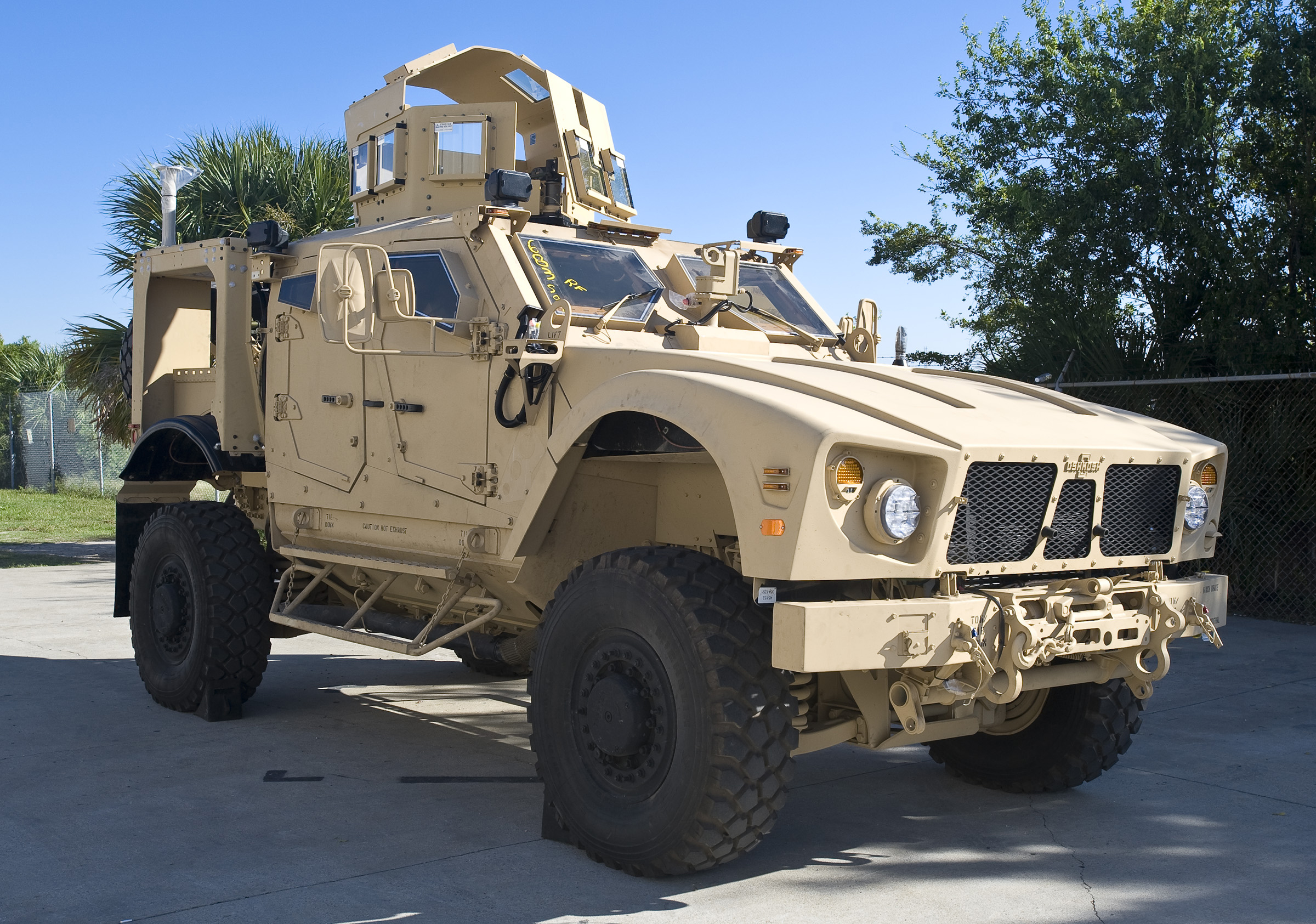
El vehículo Oshkosh M-ATV es un exponente del casco equipado de Plasan.
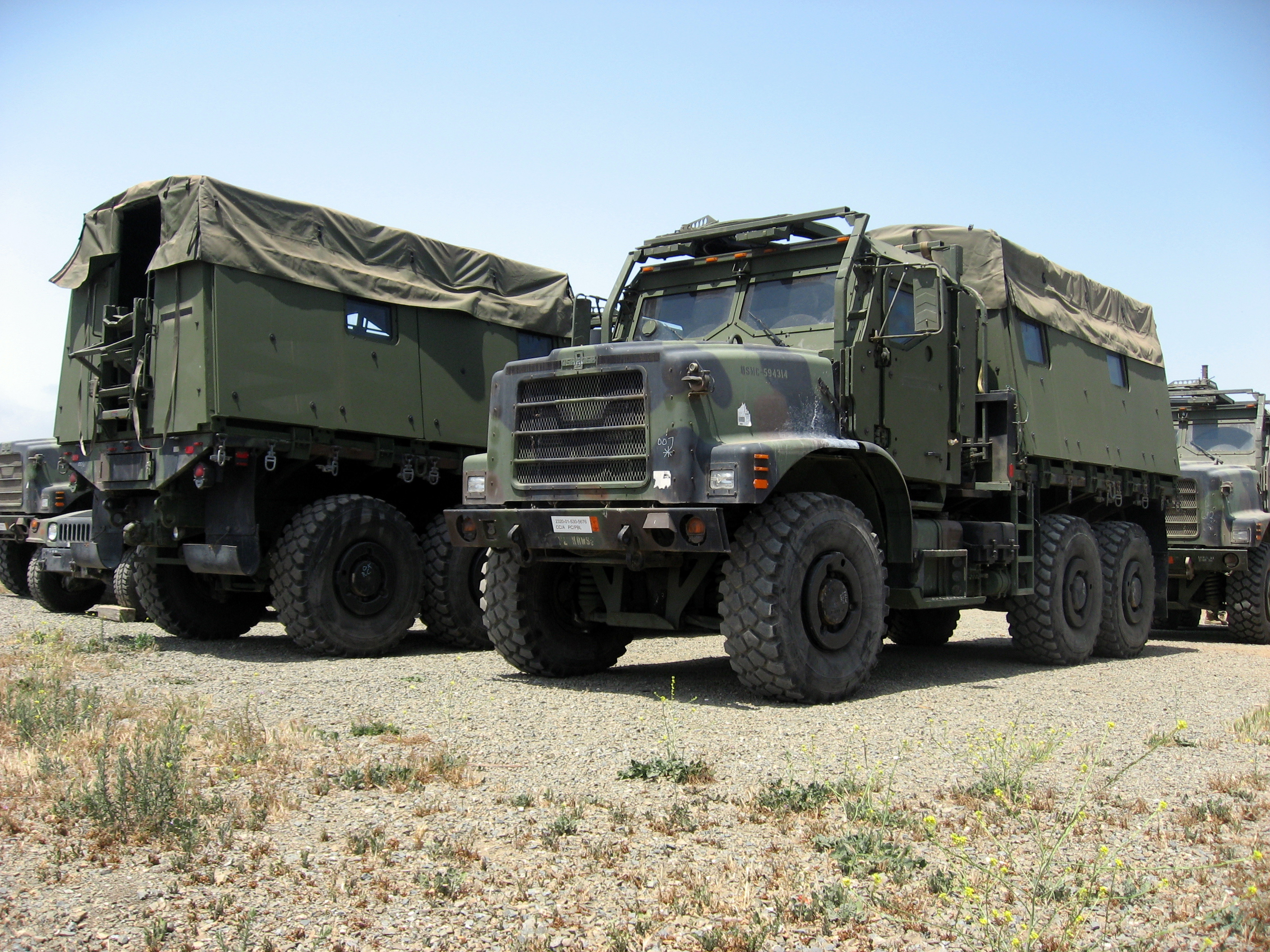
Plasan se ha encargado de blindar la cabina y la carrocería de los camiones militares Oshkosh.
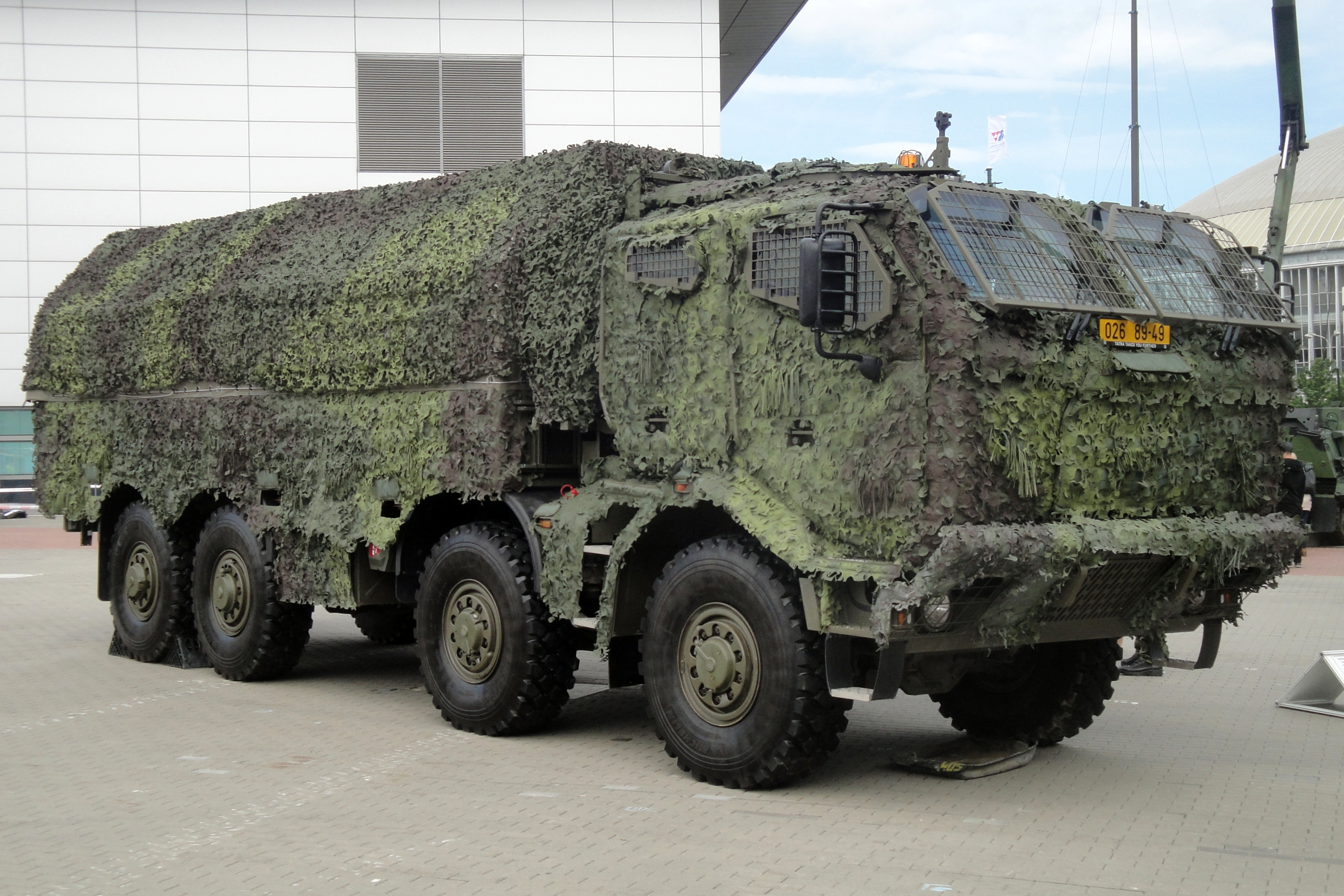
Plasan suministra cabinas blindadas para los camiones militares de la firma Tatra.
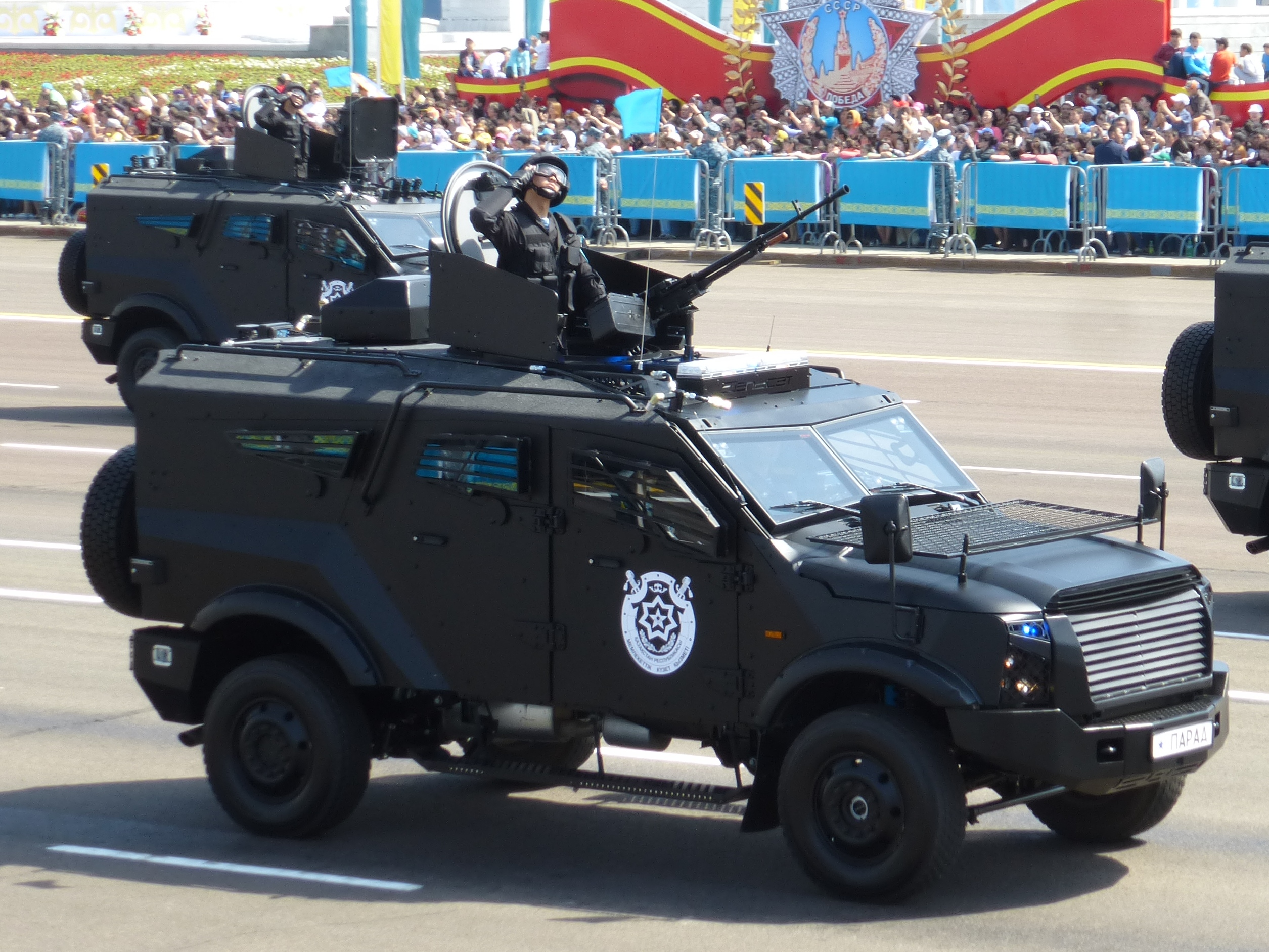
Un Plasan Sand Cat de tercera generación del Ejército kazajo con una ametralladora pesada NSV.
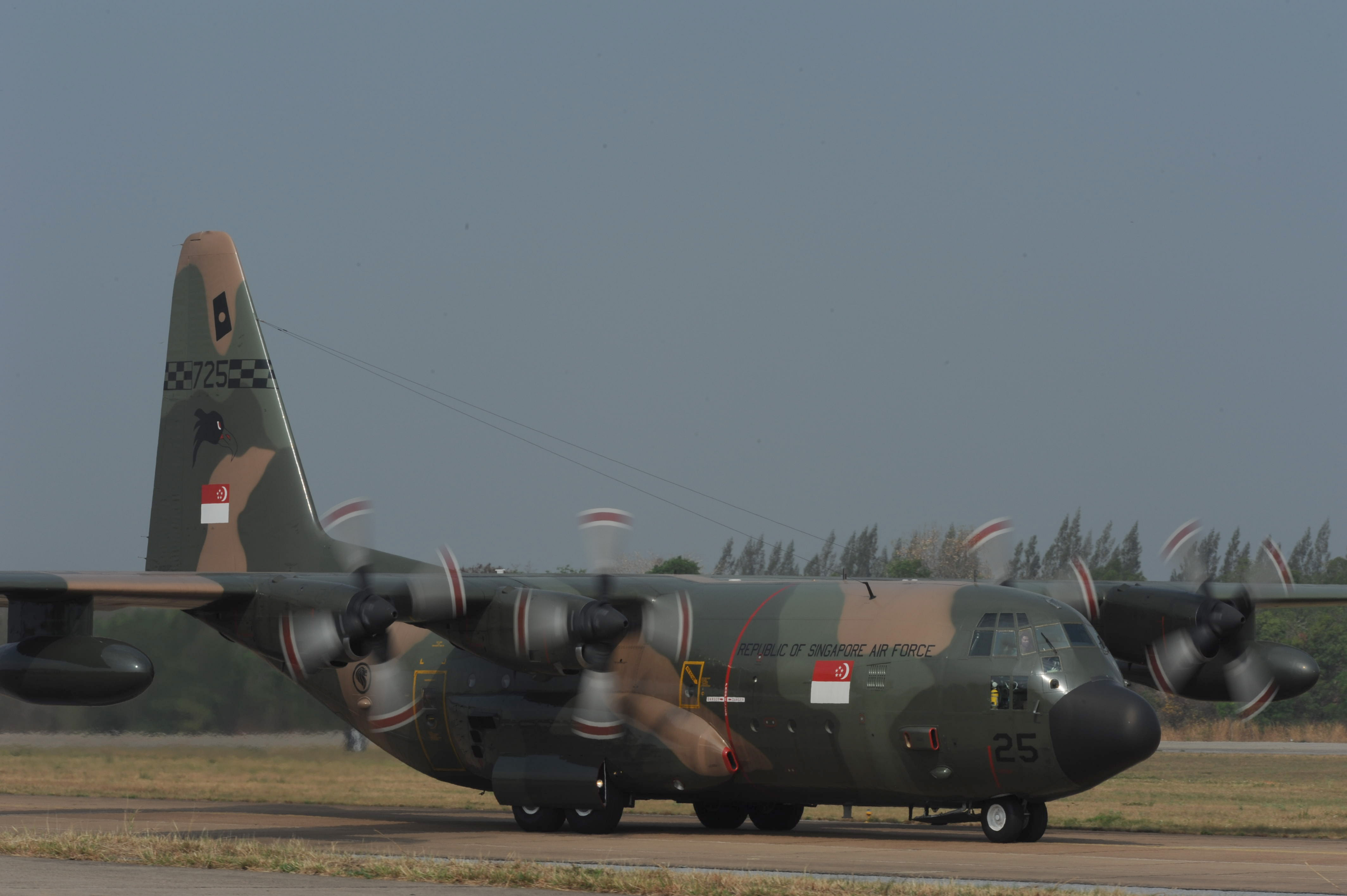
Plasan proporcionó blindaje para el Lockheed C-130 Hercules de la Fuerza Aérea de Singapur.
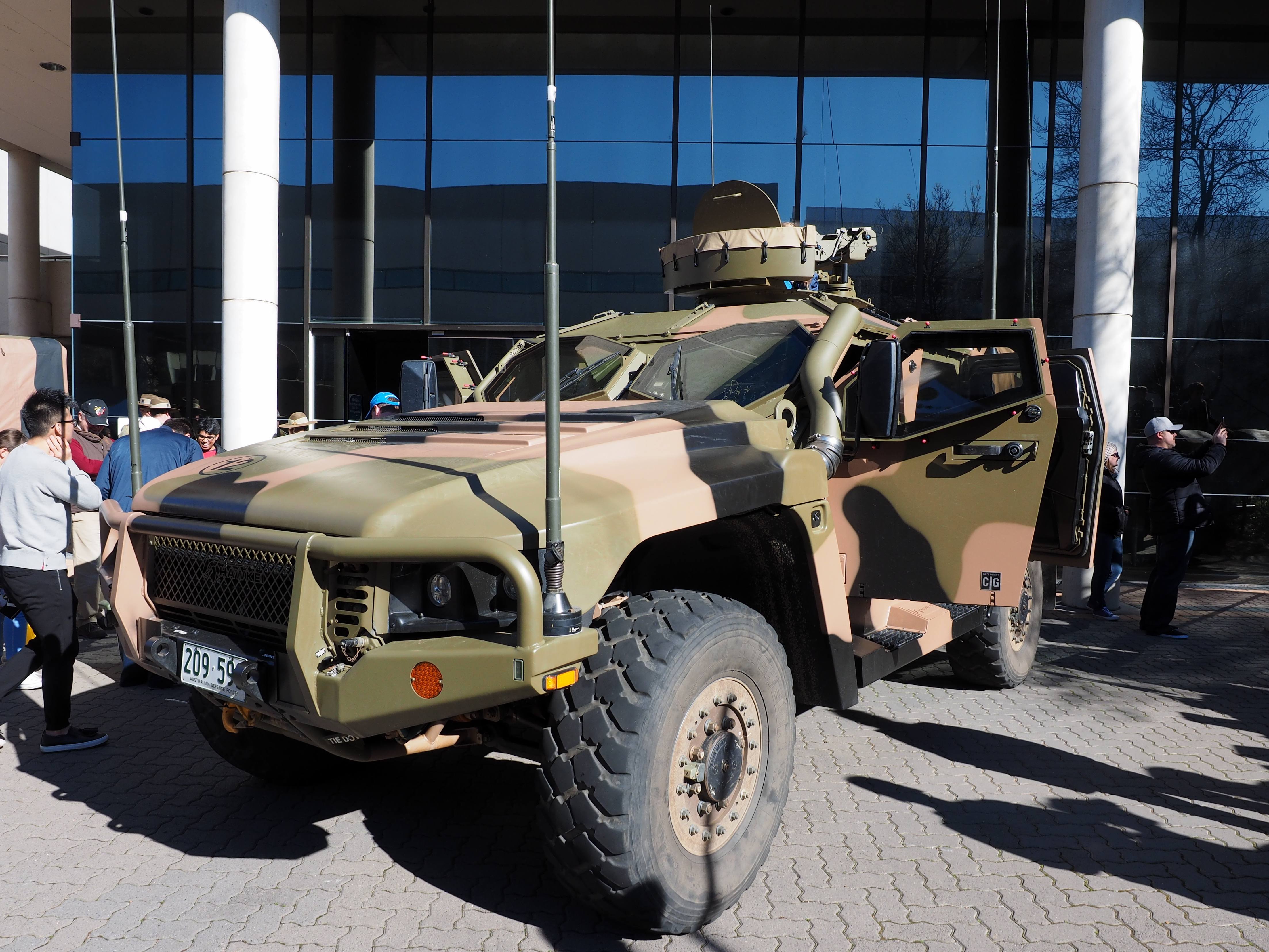
El vehículo Thales Hawkei es un exponente del casco equipado de Plasan.
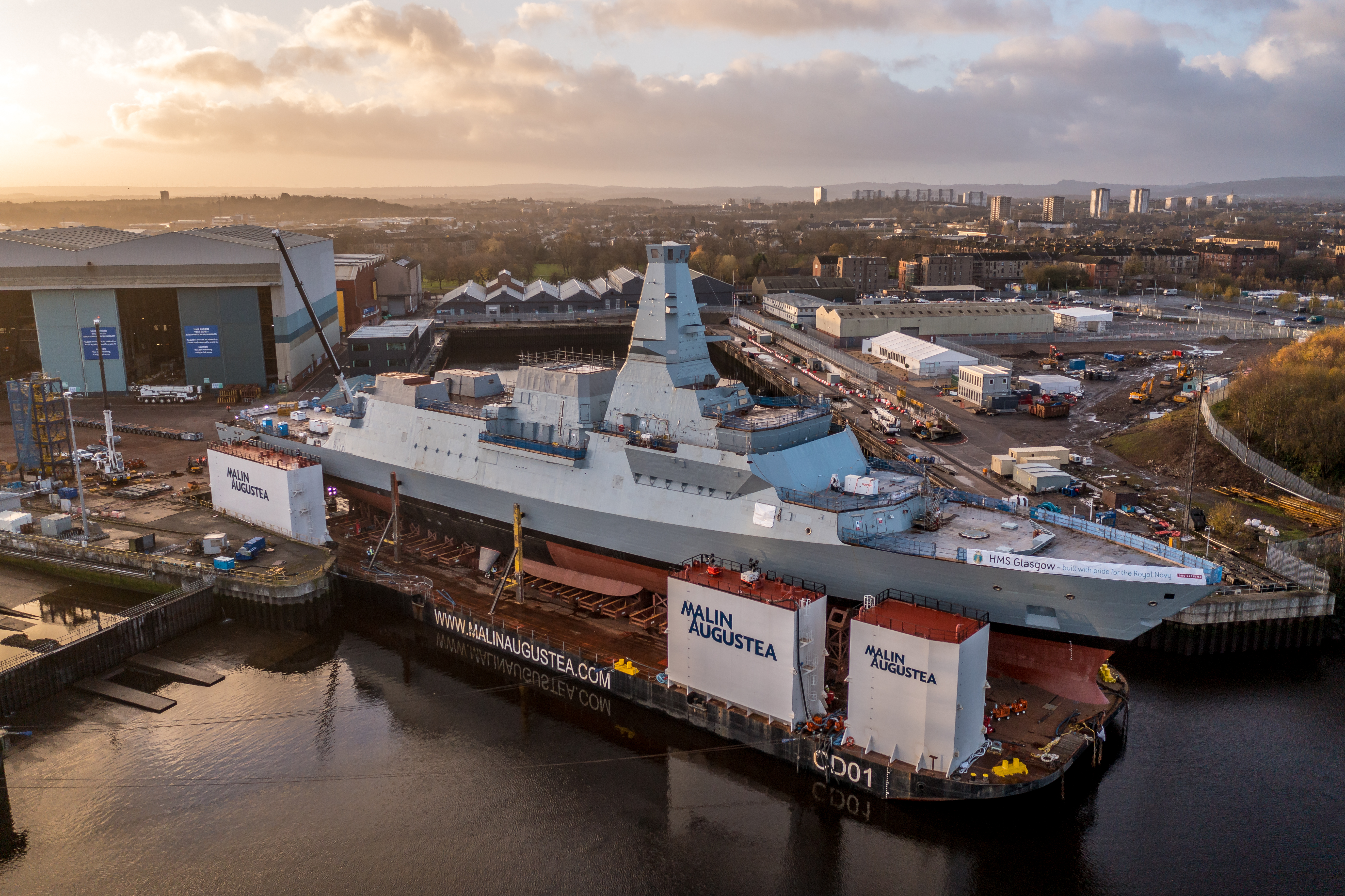
Plasan ofrece blindaje para la fragata Tipo 26 de la Marina Real Británica.